# Ulrich Luhn
Ulrich Luhn (1941) es un deportista alemán que compitió para la RFA en remo.
Ganó una medalla de oro en el Campeonato Mundial de Remo de 1966 y dos medallas en el Campeonato Europeo de Remo, plata en 1965 y oro en 1967.

## Palmarés internacional
| Campeonato Mundial | Campeonato Mundial | Campeonato Mundial | Campeonato Mundial |
| Año                | Lugar              | Medalla            | Prueba             |
| ------------------ | ------------------ | ------------------ | ------------------ |
| 1966               | Bled (Yugoslavia)  | Medalla de oro     | Ocho con timonel   |
| Campeonato Europeo |                    |                    |                    |
| Año                | Lugar              | Medalla            | Prueba             |
| 1965               | Duisburgo (RFA)    | Medalla de plata   | Cuatro con timonel |
| 1967               | Vichy (Francia)    | Medalla de oro     | Ocho con timonel   |